# Estación Central de Dortmund
La Estación Central de Dortmund (en alemán Dortmund Hauptbahnhof) es la principal estación de ferrocarril de la ciudad de Dortmund, Alemania. Los orígenes de la estación se encuentran en una estación conjunta de la Köln-Mindener Eisenbahn y Bergisch-Märkische Eisenbahn que se construyó al norte del centro de la ciudad en 1847. Esa estación fue reemplazada por una nueva, erigida en 1910 en el sitio actual, presentaba terraplenes elevados para permitir un mejor flujo de tráfico. La estación central recibe cerca de 130.000 pasajeros al día, es una de las 21 estaciones clasificadas por el Deutsche Bahn como estación de categoría 1; la estación principal es una estación terminal con 16 plataformas.

## Historia

### 1847 a 1909: primeros años

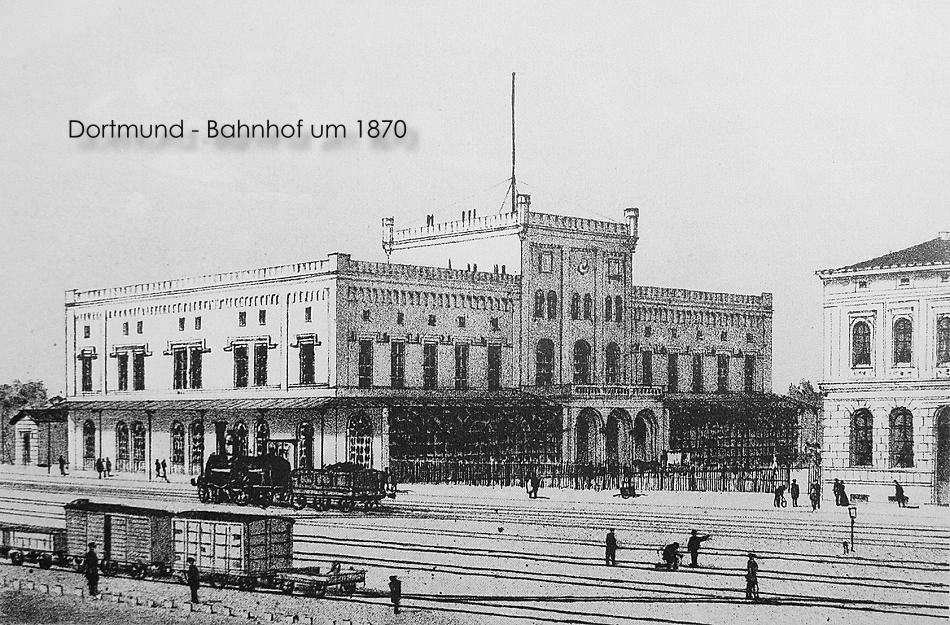
Antiguo edificio de la estación hasta 1910.

La estación principal de Dortmund tiene sus orígenes en la estación de "Compañía ferroviaria de Colonia-Minden" (CME para abreviar debido a la ortografía Kölns en ese momento), que se inauguró el 15 de mayo de 1847 al norte del centro de la ciudad. Dos años más tarde, la Compañía ferroviaria Bergisch-Märkische (BME) conectó su estación pura (adyacente, ligeramente al sur) cerró su estación operada como estación terminal con la estación existente la ruta del maletero terminó en Elberfeld, línea ferroviaria Elberfeld - Dortmund (hoy Wuppertal), la Ruta ferroviaria Dortmund-Soest (desde 1855) y la línea del área de Ruhr a Duisburgo y Oberhausen (desde 1860).

### 1910 a 1945: Extensión y destrucción

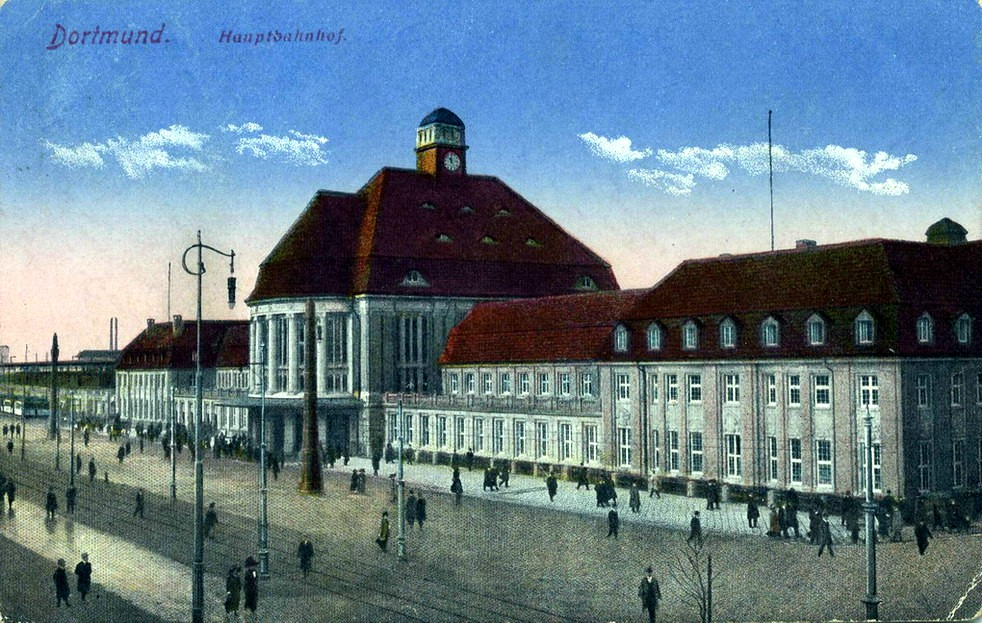
Edificio de la estación antigua hasta 1944.

El edificio de la estación original en islas, con camino de entrada del Burgtor, fue reemplazado en 1910 por un generoso nuevo edificio en el lugar actual. Las pistas se elevaron más alto para terminar la obstrucción del tráfico de la carretera a través de cruces de ferrocarril restringido. Esta segunda estación de tren de Dortmund se inauguró el 12 de diciembre de 1910 y estaba en su apertura uno de los más grandes en el Reich alemán. La estación llamada "Dortmund Hbf" recibió la estación de tren el 1 de octubre de 1912.
El 30 de junio de 1943, después de un error del despachador, el D 24 chocó contra un tren de pasajeros; 28 personas murieron, 90 también resultaron heridas.
En la noche del 6 de octubre de 1944, la estación y los trenes en ella fueron destruidos por un ataque aéreo aliado en Dortmund. Además de la estación principal de trenes, el ataque también afectó a gran parte del centro de la ciudad, matando al menos a 1.148 personas.

### 1946 a 2009: Edificio especialmente diseñado y planes de renovación fallidos

#### Años 50: Nuevo edificio de recepción y grave accidente
Después de la Segunda Guerra Mundial, el antiguo edificio de recepción de la estación principal de trenes de Dortmund, muy dañado, fue reemplazado por un edificio funcional en 1952. Se considera poco llamativo, pero alberga importantes ventanas con motivos de vidrio del antiguo entorno de trabajo de Dortmund. Cinco grandes cuadros de vidrio documentaron la economía de Dortmund. En el medio uno que presentaba la ciudad como una de las obras, enmarcada a izquierda y derecha por un obrero siderúrgico, un trabajador de alto horno, un cervecero y un constructor de puentes. En el curso de los trabajos de renovación en la estación, los cuadros de vidrio fueron desmontados y llevados al museo industrial de Hattinger en Henrichshütte para su exhibición. Han sido reemplazados por copias fieles al original.

El 18 de diciembre de 1954, se produjo un accidente ferroviario grave en una obra en construcción en el área de la estación: el tren local N 2903 saliente y el EKi 4224 entrante chocaron debido a un cambiar. 15 personas murieron y otras 71 resultaron heridas.
A partir de 1952, se instaló un cinema de noticias en el edificio de recepción de la estación central de Dortmund, al oeste de la entrada principal. La discoteca Live Station existía en estas salas desde 1986, en abril de 2009, la discoteca finalmente cerró como parte de los preparativos para la renovación.

#### 1997 a 2000: Planes de conversión de ovnis
A partir de 1997 se discutió una nueva construcción de la estación principal de Dortmund. El plan original preveía el desarrollo en forma de un "OVNI de gran tamaño" con 80.000 metros cuadrados de espacio utilizable. Se proyectó un edificio de 55 metros de altura con 8 pisos. El 7 de octubre de 1998, se firmó una carta de intención correspondiente entre Deutsche Bahn, el estado de Renania del Norte-Westfalia y Westdeutsche Immobilienbank. El proyecto de 850 millones de marcos alemanes debía completarse en 2002. Sin embargo, los planes para el llamado "OVNI de Dortmund" fueron rechazados y no se siguieron adelante.

### 2001 a 2007: Planes de conversión 3DO
A principios de 2001, se encontró un nuevo inversionista con el grupo de inversores portugués, Sonae Imobiliaria Ria. Ya en el primer trimestre de 2001, se deben realizar nuevos diseños de firmas arquitectónicas y el proyecto de 1.200 millones de DM se completaría en 2006. El nuevo edificio fue referido como 3DO. Se garantizaron 75 millones de euros federales y 55 millones de euros. Se planearon 36,000 metros cuadrados de venta al por menor y se planificaron 26,500 metros cuadrados de superficies de entretenimiento. El 3 de febrero de 2006, la futura oficina Essen de la Eisenbahn-Bundesamt (EBA) adoptó la decisión de aprobación del plan para "3DO". El 28 de febrero de 2007, Deutsche Bahn anunció que el inversionista no quería firmar el contrato.

#### Retraso de inversión
Debido a las dos falla de un nuevo edificio, surgió un déficit de inversión significativo en la estación central de Dortmund. Solo la ruta de avance (pistas 2-5) y la plataforma a las líneas S-Bahn S 1 y S 2 (pistas 6-7) tienen un sistema de ascensor público. En todas las demás plataformas se pueden usar en su lugar (y solo a pedido), el elevador de barras no está involucrado en el área peatonal. La estación central de Dortmund es la estación de tren más grande y sin barreras y 
la estación de tren Colonia Messe/Deutz, con 130 000 viajeros por día, es solo una de las dos estaciones de tren de la Clase 1 de la estación a la que es cierta. La segunda estación de tren más grande en la que este hecho es cierto con 85 000 viajeros por día, Múnich-Pasing.

### A partir de 2009: Renovación parcial y tiro inicial para una renovación sin barreras

#### 2009 a 2011: Renovación del edificio de recepción
En una primera fase de construcción, el edificio de entrada y las áreas operativas asociadas fueron destripadas a partir de 2009. Durante las obras, el centro de viajes DB y el restaurante de una cadena de comida rápida se alojaron en contenedores frente a la estación de tren, al igual que la policía federal y la Bahnhofsmission. La primera fase de construcción se completó formalmente el 17 de junio de 2011. De los costes totales de 23 millones de euros, el gobierno federal contribuyó con 13,3 millones de euros, el estado con 1,4 millones de euros y Deutsche Bahn con 8,3 millones.

#### 2014: Renovación de la parada del tranvía

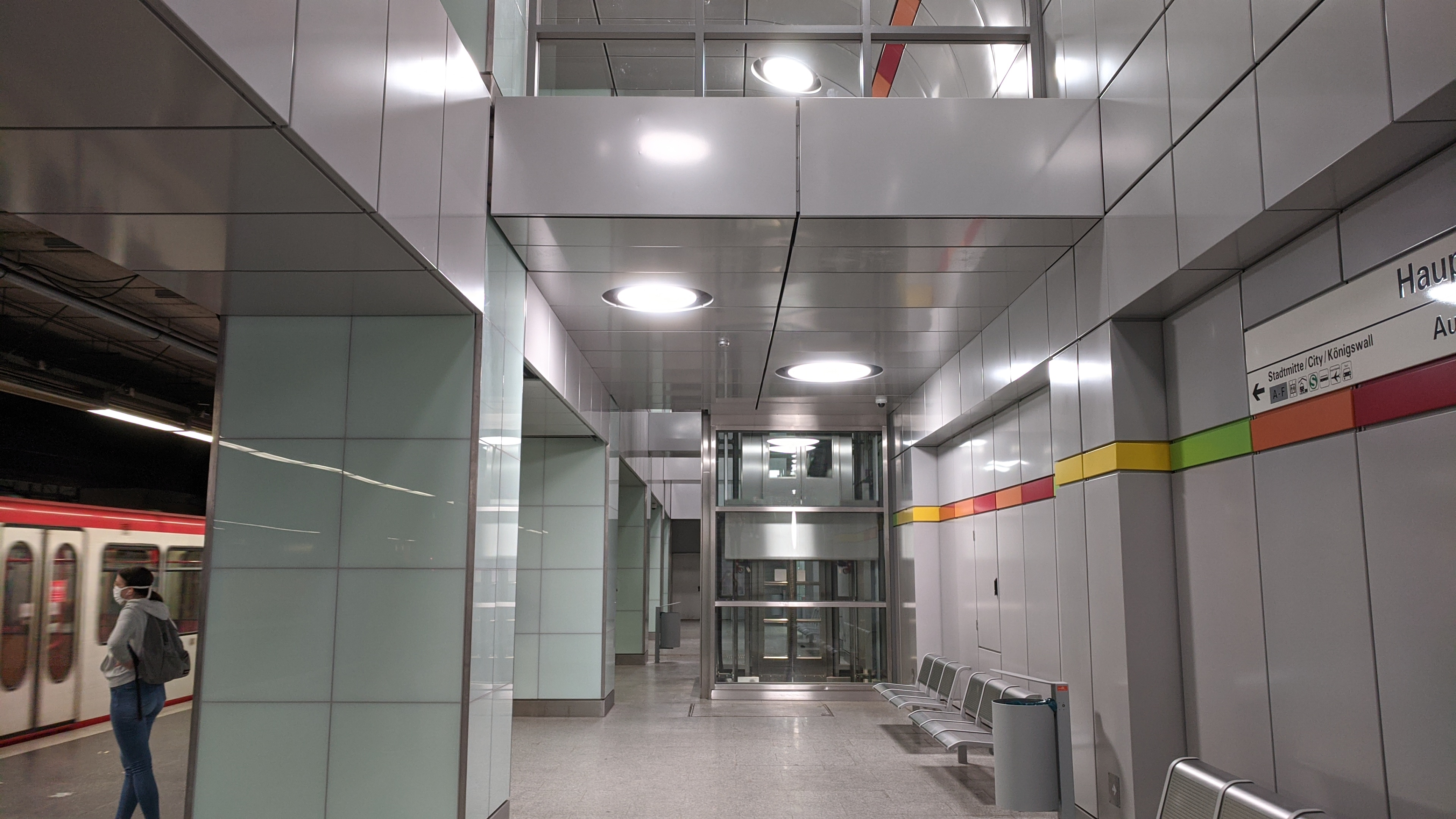
Plataforma ampliada del tren ligero hacia el centro de la ciudad.

La renovación planificada de la parada de tranvía comenzó en 2014 y debería completarse en 2019. Con este fin, el túnel de la estación este se está rediseñando con mucho metal, superficies de vidrio diseñadas artísticamente y pisos hechos de piedra natural clara. Además, se crearán rutas adicionales a los andenes del tren ligero y los andenes se ensancharán significativamente. Además de estos planes, se llevó a cabo la seguridad de ruta para una tercera y cuarta vía en la plataforma al este y oeste de las plataformas. Se han estimado unos costes de 37 millones de euros, de los cuales 33,3 millones se destinarán al estado de Renania del Norte-Westfalia. La plataforma de la ciudad hacia el centro de la ciudad se completó y es accesible desde la primavera de 2020.

#### A partir de 2017: Inicio de la gran renovación
Los planes para la reconstrucción de la estación se volvieron mucho más funcionales después del fracaso de los proyectos muy ambiciosos. La planificación se centró principalmente en la función de la estación y no en las grandes áreas de ventas. El rediseño completo de la estación previamente previsto se convirtió en una modernización que incluía la instalación de ascensores.
Las entidades federativa, estatal y ferroviaria están aportando 107 millones de euros para la modernización y ampliación sin barreras de la estación.
La renovación comenzó en el segundo trimestre de 2017 con trabajos preparatorios, y en julio de 2018 se completó la primera ceremonia de inauguración. La renovación se completará en 2024.
Posteriormente, el túnel de pasajeros se ampliará gradualmente de 9,50 metros a 13,20 metros, se reconstruirán las plataformas y los techos, se equiparán las rutas a las plataformas con escaleras mecánicas y se instalarán ascensores en el medio del túnel. Además, hay sistemas de guía táctil y más monitores de información. Una vez completados estos pasos de trabajo en una plataforma, sigue la siguiente (descendiendo desde la plataforma 8 (vías 26 y 31) hasta la plataforma 3). Luego, la estructura de conexión sur, que representa la transición actual al tren ligero, se modernizará y se hará sin barreras. La plataforma 2 y 1 son las últimas en seguir, que recibirán cubiertas además de su estado actual. Al mismo tiempo, comenzará la construcción de otra estructura de conexión en el norte. Por un lado, aquí se instalarán áreas de venta y se creará una nueva transición al tranvía. Con este fin, la ciudad de Dortmund planea acomodar la estación central de autobuses y la estación de autobuses de larga distancia aquí, entre otras cosas, y diseñar todo como una rampa que cubriría la actual estación central de autobuses.
Al mismo tiempo, se realizará la conexión del Rhein-Ruhr-Express y se rediseñará por completo el plano de la vía. Una de las medidas más importantes aquí es la instalación de puntos adicionales para permitir la entrada y salida de tres trenes al mismo tiempo. Por el momento, esto solo es posible con dos trenes. Además, se está discutiendo una estructura de paso elevado, que debería permitir que el RRX a Münster no tenga que cruzar las otras vías en la dirección de Hamm. Sin embargo, esto está asociado con costos considerables.
El 1 de agosto de 2019, un trabajador murió en un flashover de la línea aérea.  La corriente en la línea aérea debería ser cortada, hasta el día de hoy no está claro por qué seguía fluyendo.
Desde septiembre de 2019, la plataforma más al norte con las vías 26 y 31 ha vuelto a estar en funcionamiento después de la renovación.
Casi al mismo tiempo, se supo públicamente que la renovación de la estación de tranvía se retrasaría y se encarecería en unos 4 millones de euros. Se espera que se complete en 2022 como muy pronto. Las razones dadas fueron errores de medición y errores generales de construcción por parte de las empresas ejecutoras. Las piezas de chapa que van a decorar la carcasa deben pedirse primero después de la instalación de la pieza anterior, ya que sólo entonces se conocen las dimensiones requeridas. Se dice que la empresa de fabricación ha tenido problemas con los plazos de entrega. La arquitectura generalmente complicada y las desviaciones de los planos estructurales conocidos originalmente para el caparazón harían las cosas aún más difíciles.

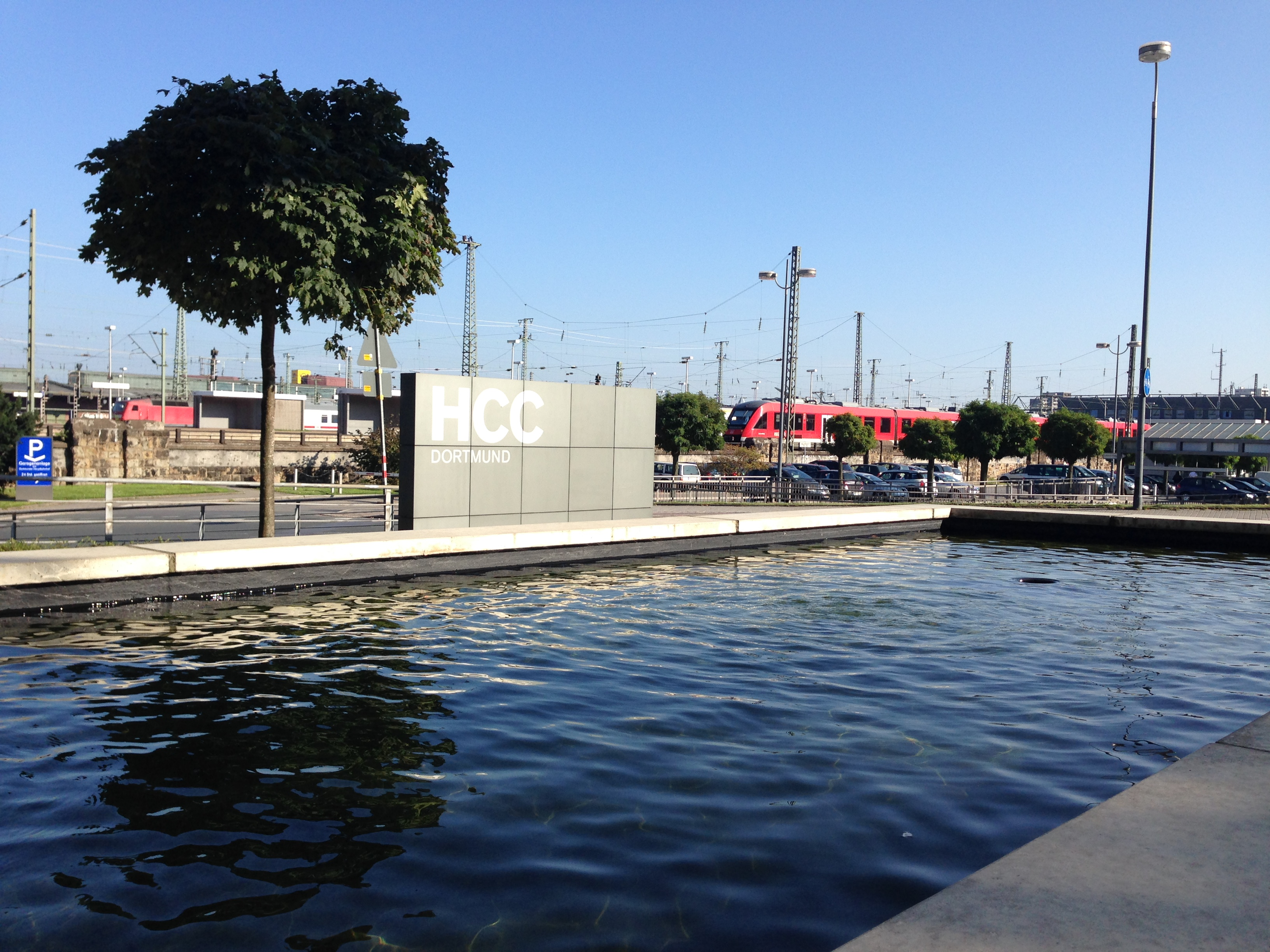
Plataformas de Dortmund, mirando hacia Königswall.
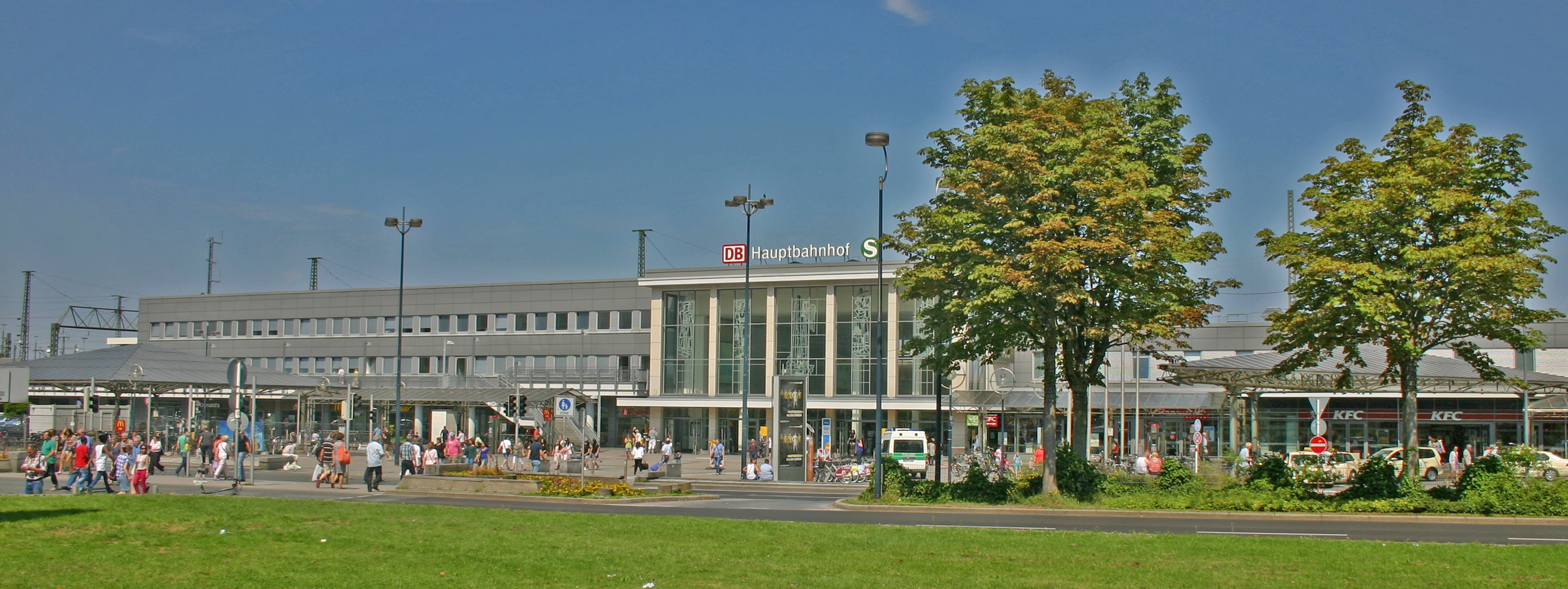
Edificio de la estación en Königswall.
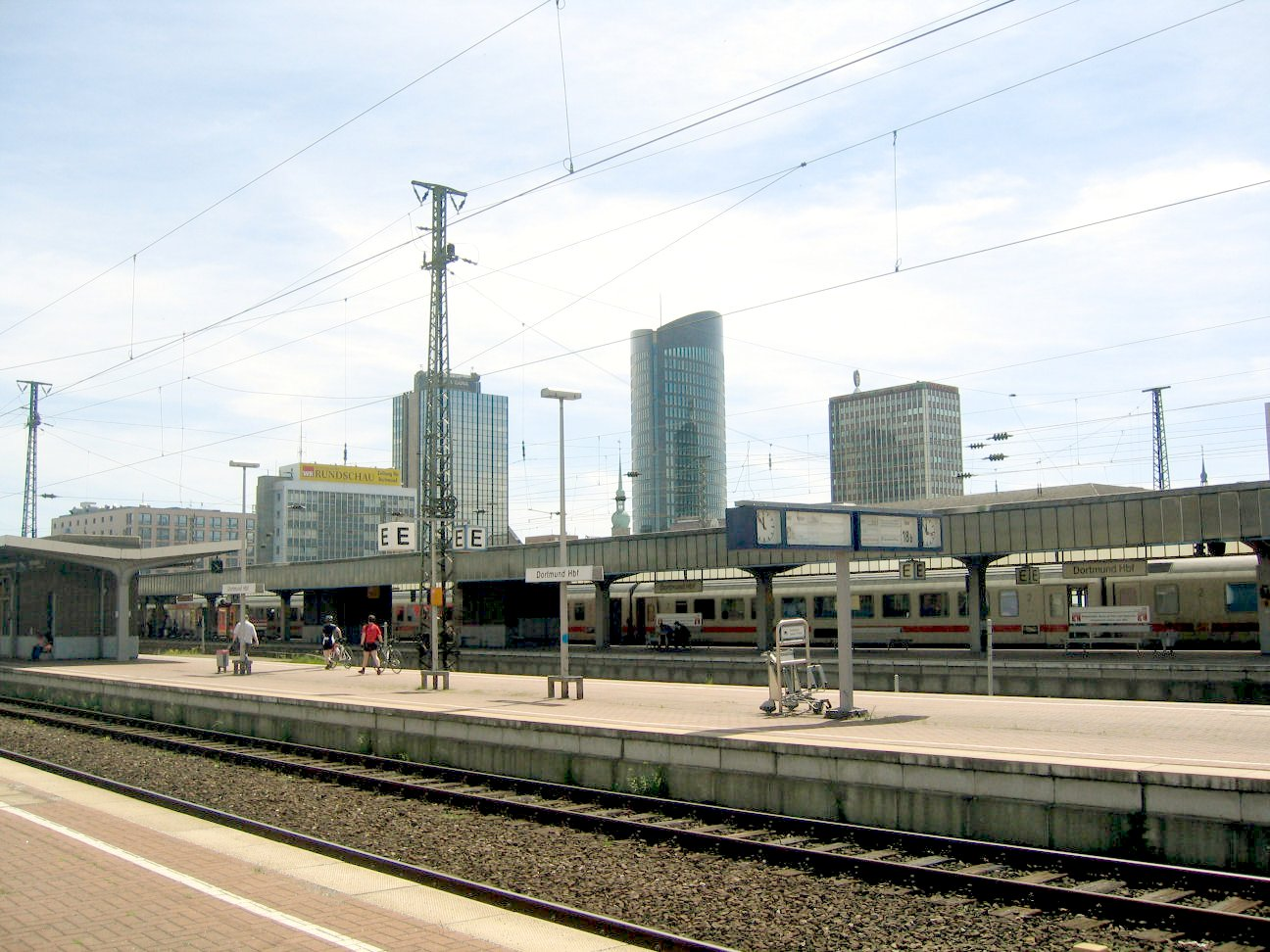
Plataformas con Lista de rascacielos en Dortmund, v. r. n. l.: Sparkasse, RWE, IWO
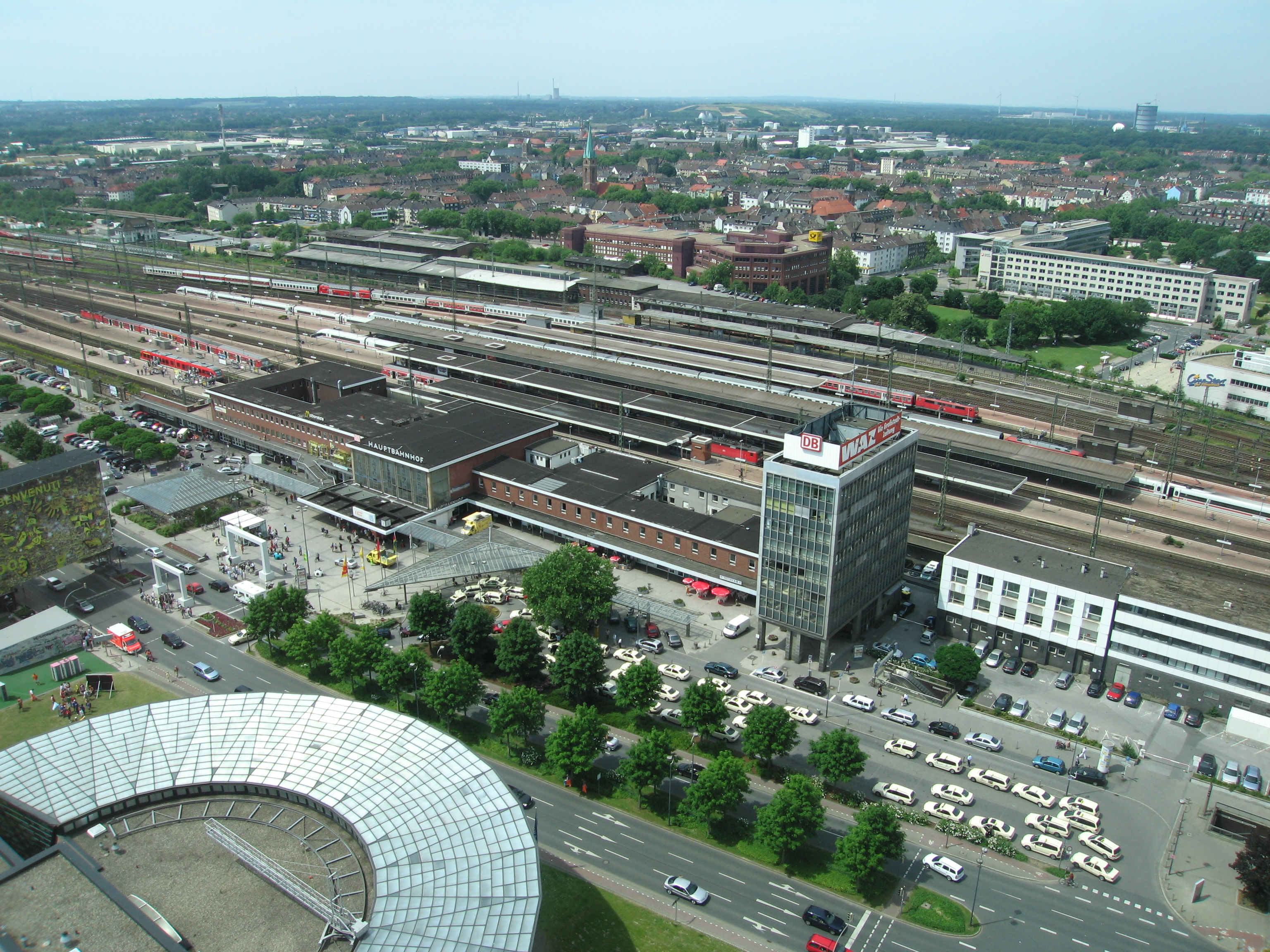
Vista desde la Torre RWE en dirección noroeste.
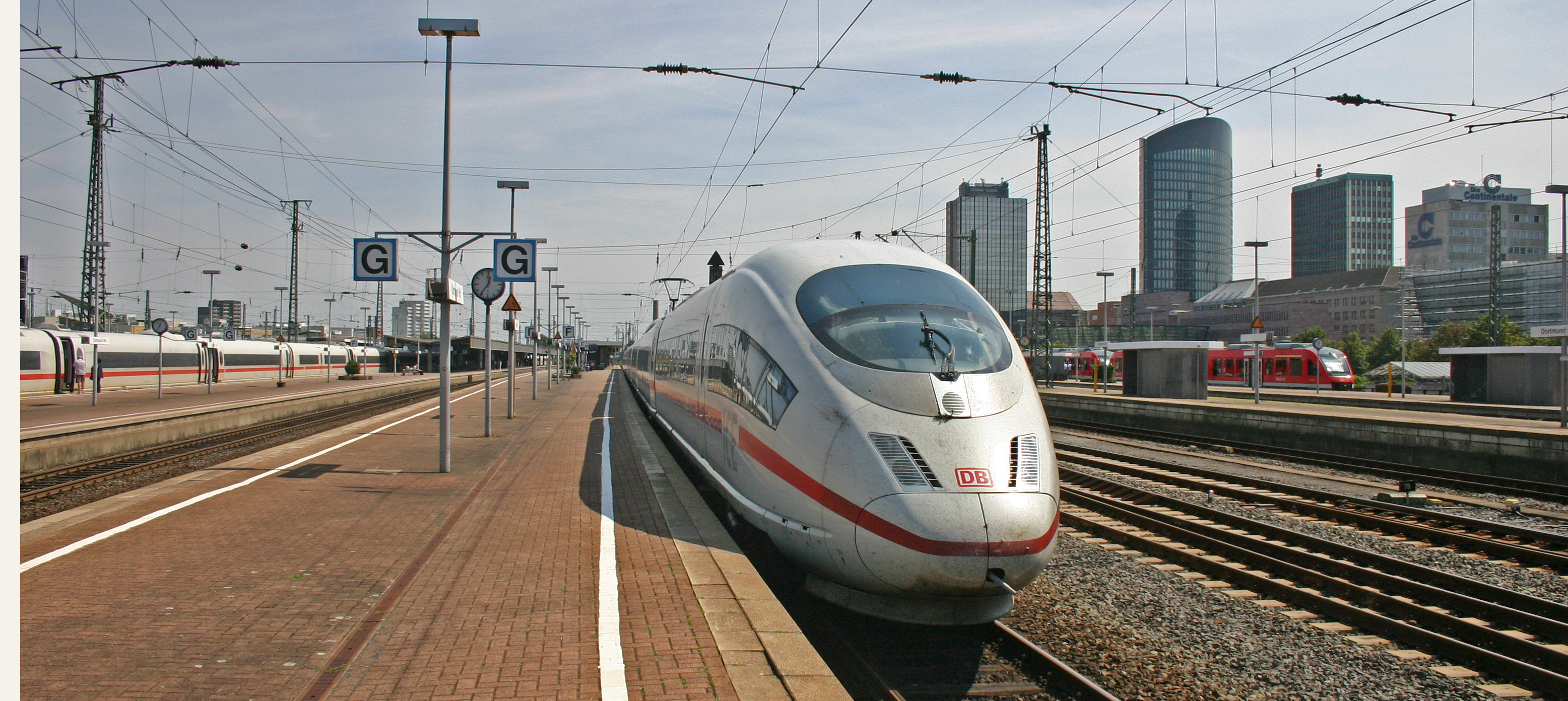
Plataformas con ICE 3 en la plataforma 8.
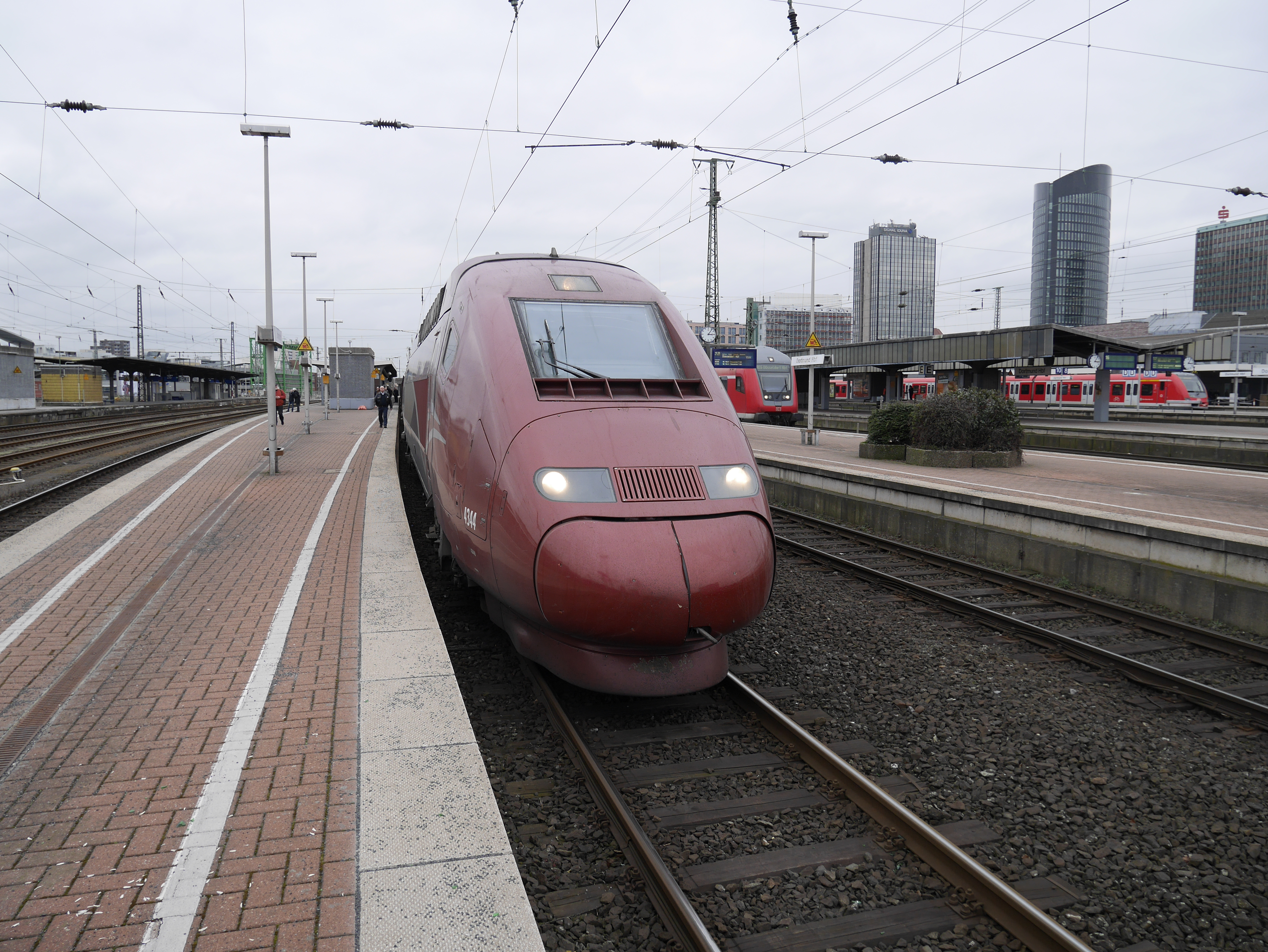
Plataforma con Thalys.
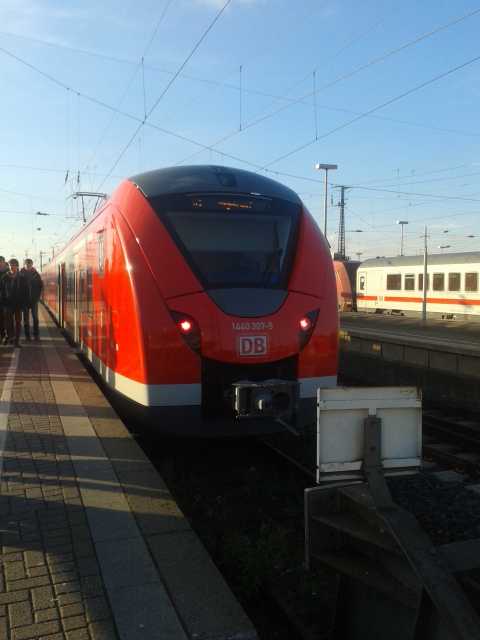
S-Bahn a Hagen en la plataforma principal 5.

## Inversiones
La estructura de la estación es la siguiente de sur a norte:
- Nota: Las líneas especificadas principalmente, pero no necesariamente exclusivamente, se detienen en estas plataformas.  Las direcciones del tráfico de larga distancia indicadas también son solo las direcciones principales.

## Otros
El 1 de mayo de 2017, el ICE 945 descarriló alrededor de las 6:50 p. m. cuando ingresó a la estación principal de trenes de Dortmund por razones que antes se desconocían. Hubo dos heridos, una persona fue hospitalizada. Como resultado, la estación estuvo completamente cerrada durante más de dos horas. Durante las reparaciones necesarias a la infraestructura, hubo profundas restricciones en todo el tráfico local en el área del Ruhr. No fue hasta el 24 de mayo de 2017, es decir, más de tres semanas después, que todos los trenes volvieron a funcionar como estaba previsto.